# Winiec (Miłomłyn)
Winiec (deutsch Winkenhagen) ist ein Ort in der polnischen Woiwodschaft Ermland-Masuren. Er gehört zur Gmina Miłomłyn (Stadt- und Landgemeinde Liebemühl) im Powiat Ostródzki (Kreis Osterode in Ostpreußen).

## Geographische Lage
Winiec liegt am Südwestufer des Bärtningsees (polnisch Jezioro Bartężek) im Westen der Woiwodschaft Ermland-Masuren, jeweils 13 Kilometer südwestlich der einstigen Kreisstadt Mohrungen (polnisch Morąg) bzw. nordwestlich der heutigen Kreismetropole Ostróda (deutsch Osterode in Ostpreußen).

## Geschichte
Das vor 1785 Windckenhagen genannte Dorf mit seiner Fischerhütte am Seeufer kam 1874 in den neu errichteten Amtsbezirk Nickelshagen (polnisch Liksajny) im Kreis Osterode in Ostpreußen.
Im Jahre 1910 waren in Winkenhagen 286 Einwohner registriert. Ihre Zahl belief sich 1933 auf 288 und 1939 auf 226.
In Kriegsfolge kam Winkenhagen und sein Ortsteil Thorchen (polnisch Zatoka Leśna) mit dem gesamten südlichen Ostpreußen zu Polen. Winkenhagen erhielt die polnische Namensform „Winiec“. Der Weiler (polnisch Osada) Winiec ist heute eine Ortschaft innerhalb der Stadt- und Landgemeinde Miłomłyn (Liebemühl) im Powiat Ostródzki (Kreis Osterode in Ostpreußen), 1975 bis 1998 der Woiwodschaft Olsztyn, seither der Woiwodschaft Ermland-Masuren zugehörig.

## Kirche
Bis 1945 war Winkenhagen in die evangelische Kirche Jäschkendorf (polnisch Jaśkowo) in der Kirchenprovinz Ostpreußen der Kirche der Altpreußischen Union, außerdem in die römisch-katholische St.-Joseph-Kirche in Mohrungen (polnisch Morąg) eingepfarrt.
Heute gehört Winiec katholischerseits zur Pfarrei St. Bartholomäus in Miłomłyn im Bistum Elbląg, evangelischerseits zur Kirche Ostróda in der Diözese Masuren der Evangelisch-Augsburgischen Kirche in Polen.

## Verkehr
Winiec ist von der Stadt Miłomłyn (Liebemühl) als auch von dem Dorf Liksajny (Nickelshagen) aus auf direktem Wege zu erreichen. Eine Anbindung an den Bahnverkehr besteht nicht.